# Andrzej Brykalski
Andrzej Brykalski (ur. 6 kwietnia 1956 w Szczecinie) – polski inżynier, profesor nauk technicznych.

## Życiorys
W 1979 r. ukończył studia automatyki i metrologii elektrycznej w Politechnice Szczecińskiej, w 1983 obronił pracę doktorską, w 1991 otrzymał stopień doktora habilitowanego. W 2007 uzyskał tytuł profesora nauk technicznych.
Został zatrudniony w Zachodniopomorskim Uniwersytecie Technologicznym w Szczecinie.

## Życie prywatne
Ma żonę Teresę i córkę Joannę.

## Odznaczenia i wyróżnienia
- Złoty Krzyż Zasługi (1993)[5]
- Medal Komisji Edukacji Narodowej[1]
- Medal „Za zasługi dla Politechniki Szczecińskiej[1]
- Medal im. Prof. Mieczysława Pożaryskiego[1]
- Brązowy Medal „Za Zasługi dla Obronności Kraju”[1]
- Krzyż Kawalerski Orderu Odrodzenia Polski (2001)[6]